# Nupserha gestroi
Nupserha gestroi là một loài bọ cánh cứng trong họ Cerambycidae.